# مضاعف مشترك أصغر
في الحسابيات، المضاعف المشترك الأصغر (بالإنجليزية: least common multiple)‏ لعددين صحيحين هو أصغر عدد صحيح موجب مضاعف لكلا هذين العددين، وهذا يعني أنه من الممكن قسمة المضاعف المشترك الأصغر على العددين بدون باقي قسمة.

## نظرة عامة

### ترميز رياضي
- في الترميز العربي يرمز للمضاعف المشترك الأصغر للعددين أ، ب بالرمز م م أ(أ، ب) و(ج، ب).
- في الترميز الإنجليزي، يرمز للمضاعف المشترك الأصغر لعددين {\displaystyle {\mathcal {}}a} و{\displaystyle {\mathcal {}}b} بالرمز {\displaystyle {\mathcal {}}lcm(a,b)} وهي الأحرف الثلاثة الأولى من least common multiple.

### مثال
المضاعف المشترك الأصغر للعددين {\displaystyle {\mathcal {}}4} و{\displaystyle {\mathcal {}}6} هو العدد {\displaystyle {\mathcal {}}12} .
أيضا {\displaystyle {\mathcal {}}lcm(8,2)} هو العدد ثمانية.

### تطبيقات
عند جمع أو طرح أو مقارنة أعداد كسرية اعتيادية، يستعمل المضاعف المشترك الأصغر من أجل توحيد المقامات، لأن كل كسر يمكن كتابته على شكل كسر آخر يكون مقامه مساويا لهذا المضاعف المشترك الأصغر.
{\displaystyle {2 \over 21}+{1 \over 6}={4 \over 42}+{7 \over 42}={11 \over 42}}
استعمل العدد 42 لأنه هو المضاعف المشترك الأصغر ل 21 و6.

## حساب المضاعف المشترك الأصغر

### الاختزال بالقاسم المشترك الأكبر
الصيغة التالية تختزل معضلة حساب المضاعف المشترك الأصغر في معضلة حساب القاسم المشترك الأكبر.
{\displaystyle \operatorname {lcm} (a,b)={\frac {|a\cdot b|}{\operatorname {gcd} (a,b)}}.}

### خوارزمية بسيطة
هي منسوبة إلى الخوارزمي

## صيغ

### المبرهنة الأساسية في الحسابيات
المبرهنة الأساسية في الحسابيات
{\displaystyle n=2^{n_{2}}3^{n_{3}}5^{n_{5}}7^{n_{7}}\cdots =\prod _{p}p^{n_{p}},\;}